# Staurodesmus aristiferus
Staurodesmus aristiferus  là một loài Song tinh tảo trong họ Desmidiaceae, thuộc chi Staurodesmus.